# Mohamed Allalou
Mohamed Allalou est un boxeur algérien né le 28 septembre 1973 à Lakhdaria   dans la wilaya de Bouira.

## Enfance
Il a fait ses études primaires à l'école Mohamed Farhi de Thénia.

## Carrière
Médaillé d'or aux Jeux panarabes de Beyrouth en 1997 dans la catégorie des poids légers puis médaillé de bronze aux Jeux olympiques de Sydney en 2000 dans la catégorie super-légers, il remporte également au cours de sa carrière le titre de champion d'Afrique de boxe amateur à Port Louis en 2001 et à Yaoundé en 2003.

## Parcours auxJeux olympiques
Jeux olympiques d'été de 2000 à Sydney (poids légers) :
- Bat Lukáš Konečný (République tchèque) 17-9
- Bat Ben Neequaye (Ghana) 15-6
- Bat Sven Paris (Italie) 22-8
- Perd contre Mahammatkodir Abdoollayev (Ouzbékistan) par arrêt de l'arbitre